# Elsa Joubert
Pour les articles homonymes, voir Joubert.
Elsa Joubert, nom de plume d'Elsabé Antoinette Murray Joubert, née le 19 octobre 1922 à Paarl (Union d'Afrique du Sud) et morte le 14 juin 2020 au Cap, est une romancière sud-africaine de langue afrikaans et traduite en plusieurs langues.

## Biographie
Elsa Joubert naît en 1922 et grandit dans la province du Cap à Paarl. Elle est inscrite à l'école pour filles de La Rochelle à Paarl en 1939. Elle étudie ensuite à l'université de Stellenbosch jusqu'en 1943. Elle poursuit ses études à l'université du Cap, pendant deux années complémentaires, et quitte cette université avec une maîtrise en littérature afrikaans et néerlandaise en 1945.
Après ses études, elle enseigne au Hoër Meisieskool, un lycée de filles situé à Cradock, puis elle travaille, de 1946 à 1948, comme rédactrice des pages féminines de Huisgenoot, un magazine familial afrikaans de grande diffusion. 
Elle écrit ensuite à plein temps et voyage beaucoup en Afrique, des sources du Nil (en Ouganda) au Caire en passant par le Soudan, ainsi qu'au Mozambique, à Maurice, à La Réunion, à Madagascar et en Angola. Elle se rend également en Indonésie.
La production littéraire de Elsa Joubert s'étend sur plusieurs décennies, de la fin des années 1950 à la fin des années 2010 : journaux de voyage, romans, nouvelles et livres pour la jeunesse. Comme Breyten Breytenbach, Étienne Leroux, Ingrid Jonker et d'autres, elle appartient à un groupe informel d'écrivains en langue afrikaans connus sous le nom de Die Sestigers (ou mouvement des années soixante) et opposés à l'apartheid en Afrique du Sud,.
Dans son ouvrage publié en 1978 Die swerfjare van Poppie Nongena (traduit en français à partir de la version anglaise sous le titre :Le long voyage de Poppie Nongena), elle expose la situation d'une femme noire à une époque où de nombreux Sud-Africains blancs n'étaient guère curieux de la vie des Noirs, lesquels occupaient le plus souvent des fonctions subalternes. Elsa Joubert précise que dans ce livre, seul le nom de l'héroïne, Poppie Nongena, est inventé. Traduit en 13 langues, ce roman a remporté de nombreux prix littéraires.
Son ouvrage Cul-de-sac publié initialement en afrikaans sous le titre Spertyd puis en anglais en 2019, est consacré aux aléas et aux indignités du vieillissement.
En mai 2020, pendant la pandémie de Covid-19, elle écrit une lettre ouverte pour tenter de faire assouplir les restrictions et permettre aux résidents des foyers pour personnes âgées de voir leur famille. « Nous sommes dans les derniers mois et les dernières semaines de notre vie », dit-elle, « et nous qui vivons dans des maisons ou des institutions, aussi merveilleuses soient-elles, sommes totalement coupés des membres de notre famille ». Elle meurt au Cap le 14 juin 2020 des suites de la pandémie,.

## Vie privée
En 1950, Elsa Joubert épouse Klaas Steytler (1922-1998), journaliste, éditeur puis auteur de romans policiers. Ils ont eu trois enfants, deux filles et un fils, et ont vécu à Oranjezicht, un quartier de la ville du Cap.

## Distinctions
Principales distinctions et prix littéraires :
- Prix Eugène-Marais pour Ons wag op die kaptein en 1964
- CNA Prize, pour Bonga en 1971
- W.A. Hofmeyr Prize, pour Poppy Nongena en 1979
- Winifred Holtby Memorial Prize, en 1980
- Prix Hertzog en catégorie Roman en 1998
- W.A. Hofmeyr Prize and Hertzog Prize pour Die reise van Isobelle
- Prix Louis Luyt et CNA Prize en 1997

Elle est également docteur honoris causa de l'Université de Stellenbosch en 2001.

## Ouvrages
Ses œuvres publiés en afrikaans ont souvent été traduites dans plusieurs langues.

### Journaux de voyage
- Water en woestyn (Uganda en Kaïro), Dagbreek Boekhandel, 1957
- Die verste reis (Wes-Europa), 1959
- Suid van die wind (Madagaskar), 1962
- Ons wag op die kaptein – To die at sunset, Tafelberg, 1963
- Die staf van Monomotapa (Mosambiek), 1964
- Swerwer in die Herfsland (Oos-Europa), 1968
- Die nuwe Afrikaan (Angola), Tafelberg, 1974
- Gordel van Smarag (Indonesië), Tafelberg, 1997

### Romans, autobiographies et nouvelles
- Die Wahlerbrug, Tafelberg, 1969
- Bonga, Tafelberg, 1971
- Die swerfjare van Poppie Nongena, Tafelberg, 1978 – The long journey of Poppie Nongena, 1980, traduit en 13 langues et également adapté pour la scène
- Melk, Tafelberg, 1980, nouvelles.
- Die laaste Sondag – The last Sunday, Tafelberg, 1983
- Poppie — die drama, (coauteur Sandra Kotzé), 1984
- Die vier vriende, 1985 – The four friends (1987) (livre pour la jeunesse)
- Missionaris, 1988
- Dansmaat, Tafelberg, 1993,nouvelles.
- Die reise van Isobelle, Tafelberg, 1995
- Twee Vroue, Tafelberg, 2002
- 'n Wonderlike geweld, auto-biographie, 2005
- Reisiger, Tafelberg, 2009
- The hunchback missionary, Jonathan Ball, 2014
- A Lion on the Landing : Memories of a South African Youth, Tafelberg, 2014
- Spertyd, Tafelberg, 2017 -Cul-de-sac (en anglais), Tafelberg, 2019